# Campeonato Peruano de Fútbol de 1938
El Campeonato Peruano de Fútbol de 1938, denominado como «XXII Campeonato de la División de Honor de la Liga Nacional de Football», tuvo nueve equipos participantes y fue la edición número 22 de la Primera División del Perú y la 12ª edición de la FPF. El Club Deportivo Municipal conquistó su primer título de Liga. 
En este torneo Alianza Lima descendió de categoría. Al quedar igualado en el penúltimo lugar, tuvo que jugar un partido de desempate para ver cuál se mantenía en la máxima división, con el Sucre FBC. Tras caer 2-0, se sentenció su descenso a la Primera División de Lima de 1939, el equivalente a la segunda división en aquella época. Los goleadores del torneo fueron Jorge Alcalde del Sport Boys y Víctor Bielich del Club Deportivo Municipal con 8 goles anotados cada uno.

## Formato
El torneo se disputó a una sola rueda y se otorgaba tres puntos por partido ganado, dos puntos por partido empatado y un punto por partido perdido. G: 3, E: 2, P: 1, walkover: 0.

## Ascensos y descensos
| Posición    | Campeones de la Liga de Lima y · Liga del Callao 1937 |
| ----------- | ----------------------------------------------------- |
| 1º (Lima)   | Ciclista Lima                                         |
| 1º (Callao) | Progresista Apurímac                                  |

| Posición | Descendido de Primera División 1937 |
| -------- | ----------------------------------- |
| 8º       | Telmo Carbajo                       |
| 9º       | Sportivo Melgar                     |
| 10º      | Sportivo Tarapacá Ferrocarril       |

## Equipos participantes
| Club                      | Ciudad |
| ------------------------- | ------ |
| Alianza Lima              | Lima   |
| Atlético Chalaco          | Callao |
| Ciclista Lima             | Lima   |
| Deportivo Municipal       | Lima   |
| Progresista Apurímac      | Callao |
| Sport Boys                | Callao |
| Sporting Tabaco           | Lima   |
| Sucre FBC                 | Lima   |
| Universitario de Deportes | Lima   |

## Desarrollo
En la última fecha, el 20 de noviembre del 1938, el Club Centro Deportivo Municipal logró su primer título nacional al vencer por 3 a 0 al Sport Boys Association con goles de Bielich, Espinar y Magán. El club edil tras tres años de fundación oficial obtenía su primer título en el torneo de Primera División, denominado en esa época como "Campeonato de Selección y Competencia de la División de Honor del Fútbol Peruano". La joven institución edil cerró su campaña con los números de siete triunfos y una sola derrota. Los goleadores del torneo fueron Jorge Alcalde del Sport Boys y Víctor Bielich del Club Deportivo Municipal con 8 goles anotados cada uno. Por otra parte, el Progresista Apurímac y el Alianza Lima fueron relegados a la Primera División de Lima de 1939. La temporada de 1939 el campeonato de selección y competencia redujo el número de participantes a nueve a ocho.

## Tabla de posiciones
| P | Equipo                    | PJ | PG | PE | PP | GF | GC | DG  | Pts. |
| - | ------------------------- | -- | -- | -- | -- | -- | -- | --- | ---- |
| 1 | Deportivo Municipal       | 8  | 7  | 0  | 1  | 21 | 9  | +12 | 22   |
| 2 | Sport Boys                | 8  | 4  | 1  | 3  | 22 | 16 | +6  | 17   |
| 3 | Universitario de Deportes | 8  | 4  | 1  | 3  | 9  | 8  | +1  | 17   |
| 4 | Sporting Tabaco           | 8  | 2  | 4  | 2  | 16 | 12 | +4  | 16   |
| 5 | Atlético Chalaco          | 8  | 3  | 2  | 3  | 10 | 10 | 0   | 16   |
| 6 | Ciclista Lima             | 8  | 3  | 1  | 4  | 13 | 17 | -4  | 15   |
| 7 | Alianza Lima              | 8  | 2  | 2  | 4  | 15 | 18 | -3  | 14   |
| 8 | Sucre FBC                 | 8  | 3  | 0  | 5  | 16 | 22 | -6  | 14   |
| 9 | Progresista Apurímac      | 8  | 2  | 1  | 5  | 9  | 19 | -10 | 13   |

|  | Campeón                          |
|  | Descenso a Liga de Lima o Callao |
|                               |
| Campeón Nacional              |
| Deportivo Municipal 1° título |

## Resultados
Todos los partidos se jugaron en el Antiguo Estadio Nacional de Lima y en el Estadio Modelo de Bellavista del Callao.
| Local \ Visitante    | ALI | CHA | CIC | MUN | PRO | SBA | TAB | SUC | UNI |
| -------------------- | --- | --- | --- | --- | --- | --- | --- | --- | --- |
| Alianza Lima         |     | —   | —   | 1–3 | 1–3 | 3–1 | —   | —   | 1–2 |
| Atlético Chalaco     | 1–1 |     | —   | 1–2 | —   | —   | 1–0 | 3–1 | 1–0 |
| Ciclista Lima        | 1–3 | 2–1 |     | —   | 2–1 | —   | —   | —   | —   |
| Deportivo Municipal  | —   | —   | 2–1 |     | 5–0 | 3–0 | 3–2 | —   | 1–0 |
| Progresista Apurímac | —   | 0–0 | —   | —   |     | —   | 1–4 | 2–3 | 1–0 |
| Sport Boys           | —   | 4–2 | 6–3 | —   | 4–1 |     | —   | —   | —   |
| Sporting Tabaco      | 3–3 | —   | 1–1 | —   | —   | 1–1 |     | 3–0 | —   |
| Sucre                | 4–2 | —   | 2–3 | 4–2 | —   | 1–5 | —   |     | —   |
| Universitario        | —   | —   | 1–0 | —   | —   | 2–1 | 2–2 | 2–1 |     |

### Fecha 1
Los partidos se jugaron el 25 de setiembre de 1938.
| Equipo 1             | Resultado | Equipo 2        |
| -------------------- | --------- | --------------- |
| Progresista Apurímac | 2–3       | Sucre           |
| Universitario        | 2–2       | Sporting Tabaco |
| Atlético Chalaco     | 1–1       | Alianza Lima    |
| Sport Boys           | 6–3       | Ciclista Lima   |

### Fecha 2
Los partidos se jugaron el 2 de octubre de 1938.
| Equipo 1            | Resultado | Equipo 2             |
| ------------------- | --------- | -------------------- |
| Deportivo Municipal | 3–2       | Sporting Tabaco      |
| Atlético Chalaco    | 1–2       | Ciclista Lima        |
| Alianza Lima        | 1–3       | Progresista Apurímac |
| Sport Boys          | 5–1       | Sucre                |

### Fecha 3
Los partidos se jugaron el 9 de octubre de 1938.
| Equipo 1            | Resultado | Equipo 2             |
| ------------------- | --------- | -------------------- |
| Sucre               | 4–2       | Alianza Lima         |
| Universitario       | 2–1       | Sport Boys           |
| Atlético Chalaco    | 0–0       | Progresista Apurímac |
| Deportivo Municipal | 2–1       | Ciclista Lima        |

### Fecha 4
Los partidos se jugaron el 16 de octubre de 1938.
| Equipo 1            | Resultado | Equipo 2             |
| ------------------- | --------- | -------------------- |
| Deportivo Municipal | 2–1       | Atlético Chalaco     |
| Sporting Tabaco     | 3–3       | Alianza Lima         |
| Ciclista Lima       | 2–1       | Progresista Apurímac |
| Universitario       | 2–1       | Sucre                |

### Fecha 5
Los partidos se jugaron el 23 de octubre de 1938.
| Equipo 1            | Resultado | Equipo 2             |
| ------------------- | --------- | -------------------- |
| Sport Boys          | 4–2       | Atlético Chalaco     |
| Deportivo Municipal | 5–0       | Progresista Apurímac |
| Ciclista Lima       | 1–1       | Sporting Tabaco      |
| Universitario       | 2–1       | Alianza Lima         |

### Fecha 6
Los partidos se jugaron entre el 30 de octubre y el 1 de noviembre de 1938.
| Equipo 1             | Resultado | Equipo 2        |
| -------------------- | --------- | --------------- |
| Atlético Chalaco     | 1–0       | Universitario   |
| Alianza Lima         | 3–1       | Sport Boys      |
| Deportivo Municipal  | 2–4       | Sucre           |
| Progresista Apurímac | 1–4       | Sporting Tabaco |

### Fecha 7
Los partidos se jugaron el 6 de noviembre de 1938.
| Equipo 1            | Resultado | Equipo 2             |
| ------------------- | --------- | -------------------- |
| Alianza Lima        | 3–1       | Ciclista Lima        |
| Deportivo Municipal | 1–0       | Universitario        |
| Sport Boys          | 4–1       | Progresista Apurímac |
| Sporting Tabaco     | 3–0       | Sucre                |

### Fecha 8
Los partidos se jugaron el 13 de noviembre de 1938.
| Equipo 1            | Resultado | Equipo 2        |
| ------------------- | --------- | --------------- |
| Deportivo Municipal | 3–1       | Alianza Lima    |
| Universitario       | 1–0       | Ciclista Lima   |
| Sport Boys          | 1–1       | Sporting Tabaco |
| Atlético Chalaco    | 3–1       | Sucre           |

### Fecha 9
Los partidos se jugaron el 20 de noviembre de 1938.
| Equipo 1             | Resultado | Equipo 2        |
| -------------------- | --------- | --------------- |
| Sucre                | 2–3       | Ciclista Lima   |
| Deportivo Municipal  | 3–0       | Sport Boys      |
| Atlético Chalaco     | 1–0       | Sporting Tabaco |
| Progresista Apurímac | 1–0       | Universitario   |

### Desempate por el Descenso
El partido se jugó el 27 de noviembre de 1938, el ganador Club Mariscal Sucre mantuvo la categoría mientras que el perdedor Alianza Lima descendió.
| Equipo 1 | Resultado | Equipo 2     |
| -------- | --------- | ------------ |
| Sucre    | 2–0       | Alianza Lima |

## Máximos goleadores
| Jugador         | Equipo                    | Goles |
| --------------- | ------------------------- | ----- |
| Jorge Alcalde   | Sport Boys                | 8     |
| Víctor Bielich  | Deportivo Municipal       | 8     |
| Manuel Vallejos | Sporting Tabaco           | 6     |
| Lolo Fernández  | Universitario de Deportes | 5     |
| Arturo Paredes  | Sport Boys                | 5     |
| José Balbuena   | Deportivo Municipal       | 4     |